# Демарунт
Демарунт — западно-семитское божество, описанное Филоном Библским (50-138) в «Истории Финикии».
Сын бога неба и его любимой наложницы, которая во время битвы богов была отнята Элом и отдана победившим отца Кроном в жены Дагону, в доме которого родила. Приёмный сын Дагона. Сочетавшись с Астартой стал отцом Мелькарта.
Демарунт выступает противником бога моря Яма.
Понимается как речное божество реки Нар-Дамур (Tamyras или Damuras у Полибия), в этом видят следы культа рек. Иногда имя производят от tâmôr — «пальма» и хотят видеть в Зевсе-Демарунте Ваал-Фамара (בעל תמר) из книги Судей.